# استجابة تحتية لحركة النبات
الاستجابة التحتية لحركة النبات (بالإنجليزية: hyponastic response) هي انحناء تصاعدي للأوراق أو أجزاء النبات الأخرى، ينجم عن نمو الجانب السفلي. ويمكن ملاحظة هذه الظاهرة في الكثير من النباتات البرية ويُعتقد بأنها ترتبط بهرمون النبات الإثيلين.
وغالبًا ما تظهر النباتات المغمورة استجابة تحتية لحركة النبات، حيث يمكن للانحناء التصاعدي للأوراق واستطالة السويقات أن يساعدا النبات على استعادة تبادل الغاز العادي مع الغلاف الجوي.
وتنتج النباتات الإيثيلين وعادة ما يذوب في الهواء بسهولة. ولكن عندما يكون النبات مغمورًا ينحبس الإيثيلين في النبات. والنباتات التي تتعرض لمستويات مرتفعة من الإيثيلين في البيئات التجريبية تظهر أيضًا استجابة تحتية لحركة النبات.